# Toby Dawson
Toby Dawson, nato Kim Bong-seok (김수철?; Pusan, 4 maggio 1979) è un ex sciatore freestyle sudcoreano naturalizzato statunitense.

## Biografia
Nato a Pusan in Corea del Sud, possiede sia il passaporto sudcoreano che statunitense. Ha rappresentato gli Stati Uniti d'America ai Giochi olimpici di Torino 2006, dove ha vinto la medaglia di bronzo nel concorso delle freestyle gobbe.

## Palmarès
Olimpiadi
- 1 medaglia:
  - 1 bronzo (gobbe a Torino 2006)

Mondiali
- 3 medaglie:
  - 1 oro (gobbe a Ruka 2005)
  - 2 bronzi (gobbe e gobbe in parallelo a Deer Valley 2003)